# 福留清四郎
福留 清四郎（ふくとめ せいしろう、1855年12月26日（安政2年11月18日） - 1921年（大正10年）2月8日）は、日本の政治家、衆議院議員（2期）。勲等は勲四等。

## 経歴
伯耆国生まれ（現・鳥取県西伯郡大山町）。農業を営む。1895年（明治28年）2月から同年5月まで、同年6月8日から1897年（明治30年）4月まで、1899年（明治32年）9月21日から1903年（明治36年）9月20日まで、同月21日から1904年（明治37年）3月3日までの4期に渡って帝国党所属鳥取県会議員を務めた。
同年の第9回衆議院議員総選挙において鳥取県郡部から帝国党公認で立候補して初当選。続く1908年（明治41年）の第10回衆議院議員総選挙では大同倶楽部公認で立候補して再選。最後は中央倶楽部に所属した。1912年（明治45年）の第11回衆議院議員総選挙には出馬しなかった。1921年（大正10年）死去。